# Thelepaepale ixiocephala
Thelepaepale ixiocephala là một loài thực vật có hoa trong họ Ô rô. Loài này được (Benth.) Bremek. miêu tả khoa học đầu tiên năm 1944.